# 3.º Jamboree Mundial Escoteiro
O 3.º Jamboree Mundial Escoteiro foi realizado em 1929 em Arrowe Park em Upton, perto de Birkenhead, Wirral, Reino Unido. Para comemorar o 21.º aniversário do Escotismo para Rapazes e do movimento escotismo, também é conhecido como o Jamboree da Chegada da Maior Idade (Coming of Age) que é a maioridade em diversos países. Com cerca de 30.000 escoteiros e mais de 300.000 visitantes presentes, este jamboree foi o maior até agora.

## Detalhes organizacionais
De 29 de julho a 12 de agosto de 1929, o terceiro Jamboree Mundial Escoteiro foi realizado em Arrowe Park, na vila de Upton, a aproximadamente 6 km da cidade de Birkenhead, Reino Unido. Este jamboree comemorou o 21.º aniversário do Escotismo, a partir da publicação do livro Escotismo para Rapazes do General Baden-Powell. Portanto, este jamboree também é conhecido como o Jamboree do Coming of Age.
O Jamboree em um local de 450 acres (1.8 km2)  foi inaugurada pelo Duque de Connaught, o presidente da Associação de Escoteiros, e trinta mil Escoteiras e Guias de muitos países compareceram. Durante a primeira semana, o tempo estava ruim, transformando a grama do parque em lama até os tornozelos, dando ao jamboree o apelido de jamboree de lama .
O acampamento foi organizado em oito subcampos, em torno de uma cidade especialmente construída no meio, chamada Midway, onde os escoteiros podiam comprar materiais. Cada subcampo fornecia campos para um contingente de tropas de escoteiros. A organização das tarefas diárias, como cozinhar, coletar fogueiras, etc., foram feitas por turnos pelos grupos.
As guias femininas em Cheshire foram convidadas a administrar um hospital de campanha. Houve 321 casos admitidos e 2323 casos de pacientes externos durante o Jamboree. Apenas 52 casos tiveram que ser encaminhados para outros hospitais. A equipe lidou com uma série de problemas, desde pequenos cortes, queimaduras e entorses até fraturas e ferimentos na cabeça. Dois Guiders administravam um dispensário que fornecia medicamentos com e sem receita. Havia também uma clínica odontológica e uma sala de cirurgia. A cantina do hospital fornecia refeições aos pacientes e aos 50 funcionários, incluindo muitas dietas especiais, todas cozinhadas em fogo aberto. A equipe foi solicitada a acomodar os meninos perdidos após o comício do lobinho. O hospital também ficou orgulhoso de ser solicitado a fornecer roupas de cama e equipamentos para a tenda do Príncipe de Gales. Este hospital teve o efeito de longo alcance que muitos chefes de movimentos de escoteiros de outros países viram o excelente trabalho das Guias Femininas e mudaram suas atitudes em relação a elas, assim diminuindo o preconceito em países com um escotismo conservador.

## Eventos durante o jamboree
Em Baden-Powell, um título de nobreza seria conferido pelo Rei George V, conforme foi anunciado em 2 de agosto pelo Príncipe de Gales que compareceu ao Jamboree em uniforme de escoteiro. O título formal do Barão Baden-Powell, de Gilwell, co. Essex foi concedido em 17 de setembro de 1929, confirmando a alta noção que Baden-Powell tinha de educação e treinamento, após Gilwell Park, onde o treinamento de Líder Escoteiro internacional no curso de Distintivo de Madeira ocorreu.
Na manhã de domingo, 4 de agosto, foi realizado um serviço de ação de graças ao ar livre, presidido por Cosmo Lang, arcebispo de Canterbury, e por Francis Bourne, arcebispo de Westminster, para escoteiros protestantes e católicos; e mais tarde naquele dia um serviço religioso também foi realizado na Catedral de Liverpool.
Em 10 de agosto, o escoteiro-chefe Sir Robert Baden-Powell recebeu atenção especial. Em nome de todos os escoteiros em todo o mundo, ele foi presenteado com um carro a motor Rolls-Royce e um trailer de caravana. A caravana foi apelidada de Eccles e agora está em exibição no Gilwell Park . Esses presentes foram pagos por doações de centavos de mais de 1 milhão de escoteiros em todo o mundo. O carro, apelidado de Jam Roll, foi vendido após sua morte por Olave Baden-Powell em 1945. Jam Roll e Eccles se reuniram em Gilwell para o 21.º World Scout Jamboree em 2007.
Recentemente, foi comprado em nome do Escotismo e é propriedade de uma instituição de caridade, B – P Jam Roll Ltd. Os fundos estão sendo levantados para pagar o empréstimo que foi usado para comprar o carro.
Ele também recebeu um retrato pintado a óleo de David Jagger, que desde então tem sido usado como uma imagem publicitária por muitas organizações escoteiras. Ele está em exibição na Casa Baden-Powell. Por último, Baden-Powell recebeu um cheque de £ 2.750 e um endereço iluminado.

## Cerimônia de encerramento e Flecha Dourada
A cerimônia de despedida no último dia 12 de agosto consistiu em uma passeata com bandeiras e estandartes pelo camarote real com o chefe dos escoteiros e demais oficiais, culminando em uma Roda da Amizade formada pelos Escoteiros, com 21 raios simbólicos para os 21 anos do Escotismo. Enquanto enterrava uma machadinha em um barril de flechas de madeira dourada, Baden-Powell se dirigiu aos escoteiros reunidos.
Aqui está a machadinha da guerra, da inimizade, dos maus sentimentos, que agora enterro em Arrowe. De todos os cantos do mundo, você veio ao chamado da fraternidade e de Arrowe. Agora, eu os envio para sua terra natal, levando o sinal de paz, boa vontade e companheirismo para todos os seus semelhantes. A partir de agora, no Escotismo, o símbolo da paz e da boa vontade é uma flecha dourada. Carregue aquela flecha indefinidamente, para que todos saibam da irmandade dos homens.
Em seguida, ele enviou as setas douradas como símbolos de paz para o Norte, Sul, Oeste e Leste, através dos raios da Roda da Amizade.
Quero que todos vocês voltem daqui para seus países em diferentes partes do mundo com uma nova ideia em suas mentes de ter irmãos em todos os países. . . Saiam daqui como embaixadores da boa vontade e da amizade. Cada um de vocês escoteiros, não importa o quão jovem ou pequeno seja, pode espalhar uma boa palavra sobre este país e aqueles que você conheceu aqui. Tente se tornar escoteiros melhores do que nunca; tentem ajudar outros meninos, especialmente os meninos mais pobres, a serem cidadãos felizes, saudáveis e prestativos como vocês. E agora, adeus, adeus, Deus abençoe a todos.
As Golden Arrows são de madeira dourada, com cerca de 40 centímetros de comprimento. Não se sabe ao certo quantas flechas havia. Três das Flechas de Ouro são colocadas na Inglaterra. Um no Museu do Youlbury Scout Activity Centre, perto de Oxford . O outro, entregue ao contingente polonês em 1929, foi visto pela última vez em 2000 em Varsóvia, na Polônia.
"No início da Segunda Guerra Mundial, um soldado polonês foi feito prisioneiro em seu próprio país e conseguiu escapar. Ele era um escoteiro e foi o único a receber a Flecha de Ouro das mãos do Chefe no Jamboree em Arrowe Park na maioridade do Escotismo em 1929. Ele havia perdido tudo - casa, família e tudo o que ele mais amava - exceto um bem precioso - a Flecha de Ouro, em madeira rústica, que ele estava determinado a levar consigo. Depois de passar por muitas aventuras, ele chegou à Grã-Bretanha. Nada chegou, exceto um bravo soldado polonês exausto e sua Flecha de Ouro. Ele procurou um escoteiro que conhecia e com quem havia aprendido seu escotismo nos velhos tempos em Gilwell Park. A ele deu a Flecha, dizendo que por enquanto não tinha mais utilidade para ele. Ele o trouxe para o único refúgio que conhecia. Posteriormente, foi entregue à guarda de uma pequena tropa do país, que olhou para ela com grande orgulho. O Chefe nunca soube dessa história, mas teria adorado se tivesse, e poderia realmente ter dito:

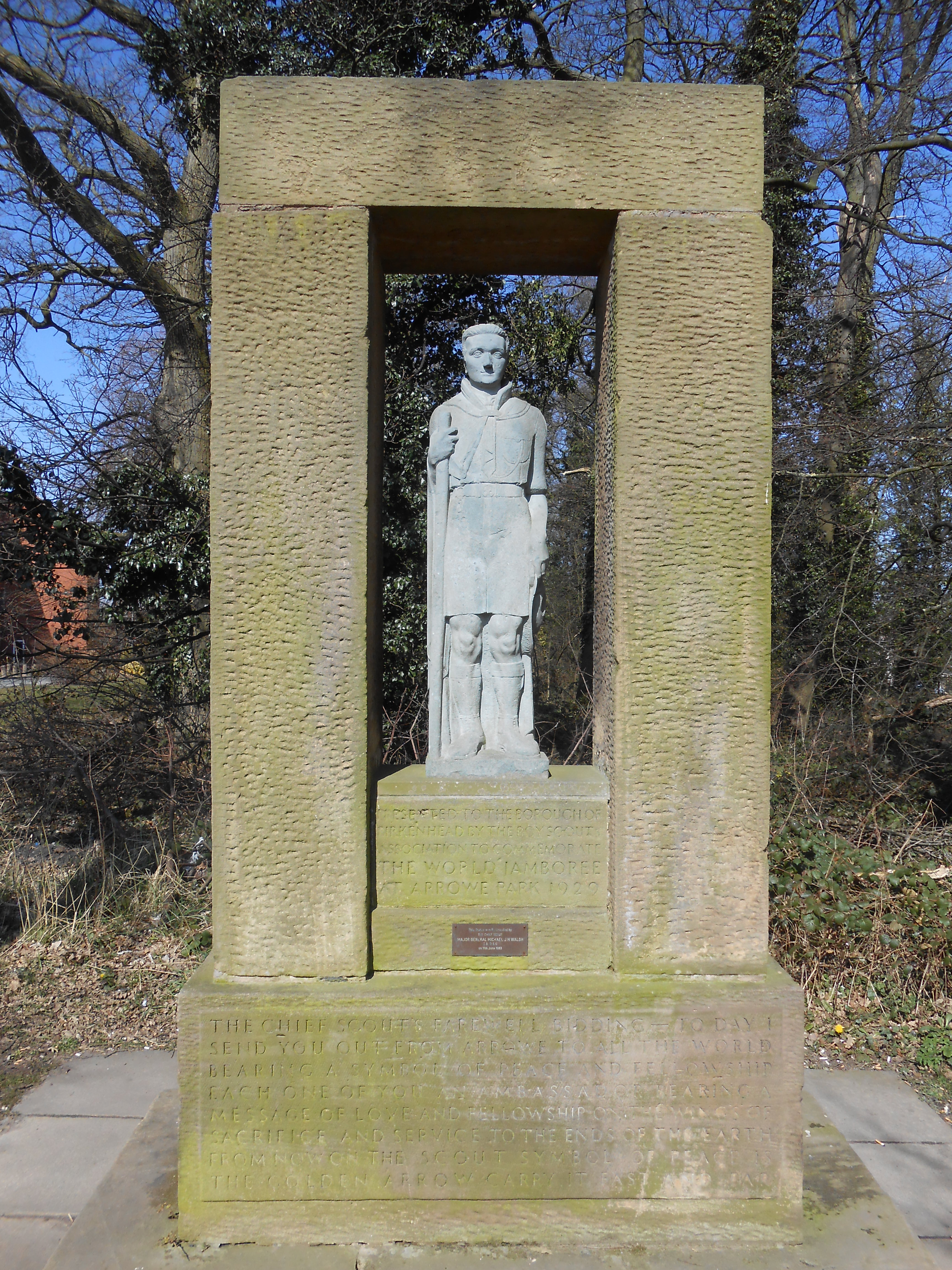
Escultura em memória de 1931 para o 3.º Jamboree Escoteiro Mundial no Parque Arrowe

Eu atirei uma flecha para o ar, Ela caiu na terra não sei onde. . .
Algum dia, quando a guerra acabar e a paz chegar, a Flecha voltará para a Polônia. É isso que a irmandade dos escoteiros faz pelas pessoas. Esse é o espírito do Escotismo. E muito esse espírito de camaradagem será necessário para a reconstrução do mundo que está por vir."
Em 1996, durante o acampamento que celebrava a readmissão ao Escotismo Mundial da Associação de Escotismo e Orientação Polonesa, a Flecha de Ouro foi dada ao Comissário Internacional Polonês.

## Memorial
Para o evento, uma escultura memorial do escultor Edward Carter Preston foi erguida em 1931 na entrada do parque, agora dentro do prédio do Hospital Arrowe Park. Foi encomendado pelo Movimento dos Escoteiros e revelado por Lord Hampton, o Comissário da Sede. Após a restauração no início dos anos 1980, foi reapresentado em 1983 pelo então chefe escoteiro Major-General Michael Walsh.

## Leitura relacionada
- Fisher, Claude (1929). The World Jamboree, 1929: the quest for the Golden Arrow. [S.l.]: The Boy Scouts Association. ASIN B0008D276Y